# Inundatie
Inundatie (of onderwaterzetting, uit het Latijnse inundare: overstromen) is het opzettelijk onder water zetten van een gebied.

## Algemeen
Inundatie kan worden toegepast om drie verschillende redenen:
- om de berging van een bepaald gebied te vergroten, zoals in 1998 bij Tussenklappen. Bij hoge rivierwaterstanden kunnen dijken doorbreken. Om grote schade, aan bijvoorbeeld steden, te voorkomen kan ervoor worden gekozen andere gebieden, met name dunbevolkte landbouwgebieden, opzettelijk te laten onderstromen. Het waterpeil op de rivieren daalt waardoor -per saldo- minder schade wordt geleden.
- om militair tactische redenen: bij militaire inundaties wordt het waterpeil zo gekozen dat het gebied noch begaanbaar, noch bevaarbaar is. Inundatie kan zowel defensief als offensief worden gebruikt. In het eerste geval wordt inundatie ingezet om de vijandelijke opmars te verhinderen, en in het tweede geval wordt inundatie toegepast om de vijand uit een bepaald gebied te verdrijven.
- in de landbouw kan het land zes tot acht weken onder water worden gezet voor de bestrijding van een aantal aaltjessoorten, maar ook schimmels en enkele onkruidsoorten. Hierdoor hoeven de telers minder gebruik te maken van chemische bestrijdingsmiddelen.

De militair tactische inundatie is de meest bekende. Bij belangrijke en bekende verdedigingslinies zoals de Nieuwe Hollandse Waterlinie en de Stelling van Amsterdam was het gebruik van inundatie een essentieel onderdeel voor de verdediging van het land.

## Militaire inundaties in Nederland

### Provisorisch
Het gebruik van inundaties kreeg een belangrijke impuls tijdens de Tachtigjarige Oorlog. Diederik Sonoy sloot zich in 1568 aan bij de watergeuzen en als militair leider maakte hij veelvuldig gebruik van inundatie. Hij organiseerde de eerste waterlinie dwars door Noord-Holland, tussen Petten en Monnickendam. Tijdens het beleg van Alkmaar in 1573 zette hij de sluizen bij Krabbendam en Aardswoud open. Bewaakt door soldaten stroomde er voldoende water door de sluizen om de Zijpepolder vol te laten stromen. Ook de Achtermeer werd geïnundeerd. Mede door de waterdreiging trok het Spaanse leger weg bij de poorten van Alkmaar.
Een besluit tot inundatie was in het begin van de Nederlandse Opstand een ad-hocbeslissing van de militaire bevelhebber en een provisorische aangelegenheid. Men maakte zoveel mogelijk gebruik van bestaande rivieren, dijken en sluizen. Het simpelweg doorbreken van dijken en openzetten van sluizen was tot op zekere hoogte effectief. De capaciteit van de sluizen speelde een rol, maar ook het terrein was niet altijd en overal vlak waardoor delen te veel of te weinig water kregen om militair nut te hebben. Men was ook afhankelijk van onbeïnvloedbare factoren als wind en neerslag.
De weerstand van de bevolking was ook groot, zeker als zeewater werd gebruikt voor de inundatie. Het zout trok in de bodem en maakte het land soms langdurig ongeschikt voor de landbouw. Bewaking van de sluizen door militairen was noodzakelijk om te voorkomen dat boeren de sluizen weer dichtmaakten. In 1697 werd in Nieuwpoort het stadhuis over de inundatiesluis heen gebouwd om dit te voorkomen. Financiële compensatie voor schade werd pas in 1896 geregeld. In dat jaar werd de Militaire Inundatiënwet aangenomen, die voorzag in volledige schadeloosstelling die rechtstreeks gevolg was van een inundatie.

### Professioneel
De aanleg van de Nieuwe Hollandse Waterlinie betekende een grote stap in de inundatietechniek. De inundatie werd in detail voorbereid, om in oorlogstijd het proces snel te doen verlopen; het geïmproviseerde karakter verdween. In opdracht van koning Willem I der Nederlanden begon Cornelis Rudolphus Theodorus Krayenhoff in 1816 met het ontwerp en uitvoering van de Nieuwe Hollandse Waterlinie, die meer naar het oosten kwam te liggen, in hoger gelegen gebied. Tussen de Zuiderzee en de Lek bestond een hoogteverschil van twee meter.
Een goede inundatie betekent circa vijftig centimeter water op het land, te diep om te lopen en te ondiep om te varen, met een breedte van drie tot tien kilometer. Deze afstand was niet te overbruggen door het geschut van die dagen. De oplossing was het gebruik van inundatiekommen. De terreinen werden gescheiden door komkeringen (dammen) waardoor het water in polders van verschillende hoogte even hoog boven het maaiveld kon worden gezet. Tussen de Zuiderzee en de Lek lagen vijf, en later zes, van deze kommen. 
Naast de bestaande sluizen bouwde men speciale inundatiesluizen om extra inlaatcapaciteit te verkrijgen en damsluizen om te voorkomen dat het inundatiewater naar lager gelegen gebieden buiten de waterlinie zou stromen. Een twintigste-eeuws type damsluis is de plofsluis bij Jutphaas in het Amsterdam-Rijnkanaal, maar de meeste damsluizen waren veel simpeler constructies. Ze bestonden gewoonlijk uit twee achter elkaar gelegen gemetselde of betonnen hoofden met goten langs een waterweg. In de goten werden schotbalken geplaatst en de tussenruimte werd gevuld met zand of klei.
De hoofdinlaatpunten voor de Hollandse Waterlinie lagen bij Muiden aan de monding van Utrechtse Vecht bij de Zuiderzee en langs de grote rivieren. Door hier de sluizen te openen steeg het waterpeil op de Vecht, Kromme Rijn en Linge, waarna men vervolgens de inundatiegebieden vol kon laten stromen. Om de watertoevoer te verzekeren werden ook speciale kanalen gegraven, zoals bij Fort Honswijk en Fort Everdingen langs de Lek.
Om de inundatie efficiënter te laten verlopen paste men een systeem van inundatie in fasen toe. In de eerste fase werd het waterpeil in sloten verhoogd tot het zogenaamde voorbereidingspeil. Het land bleef net droog, maar de sloten stonden vol. In de tweede fase kwam het land onder water te staan.
Op de dijken tussen de kommen en bij hoger gelegen wegen werden forten gebouwd om de vijand buiten te houden. Deze werden bij voorkeur gebouwd in de nabijheid van inlaatsluizen en andere inundatie-infrastructuur, om te voorkomen dat de vijand het inlaten van water zou stoppen of het water zou laten afvloeien.

### Inundaties in de 20e eeuw
Inundatie is in Nederland eeuwenlang gebruikt als defensief middel, zoals bij de Hollandse Waterlinie en de Stelling van Amsterdam. Ook bij de twintigste-eeuwse Grebbelinie was inundatie voorzien, maar het hiervoor benodigde bomvrije gemaal was nog niet gebouwd toen de Duitsers in 1940 Nederland binnenvielen.
Op Walcheren is in 1944 inundatie ingezet als middel om de Duitsers te verdrijven. Hiertoe werd op een viertal plaatsen de zeewering door geallieerde bombardementen vernield, waardoor grote delen van Walcheren onder water kwamen te staan. Slechts de hoger gelegen duinen en dorps- en stadskernen bleven droog.
De Duitsers pasten inundatie aan het eind van de Tweede Wereldoorlog toe in Nederland om de opmars van de geallieerden te belemmeren. Dit gebeurde soms met grof geweld. Op 16 april 1945 werden in Muiden de deuren van de Groote Zeesluis opgeblazen. Het water stroomde naar binnen, maar de ingreep leidde niet tot het gewenste resultaat. De inlaat van het Noordpoldergemaal werd ook met explosieven zwaar beschadigd waardoor de Noordpolder onder water liep. Een dag later, op 17 april, werden met explosieven twee grote gaten in de dijk van de Wieringermeerpolder geblazen. In twee dagen tijd stroomde deze net drooggelegde polder vol en kwam 20.000 hectare landbouwgrond onder water te staan. Een deel van het eiland IJsselmonde bij Rotterdam heeft aan het eind van de Tweede Wereldoorlog door inundatie een tijdlang onder water gestaan.
Ten tijde van de Koude Oorlog werd de IJssellinie aangelegd, een stelsel van waterbouwkundige werken met afzinkbare rivierafsluitingen en sluizen in de dijken, die een Russische invasie moest helpen tegenhouden door het IJsseldal te inunderen. Dit alles geschiedde in het grootste geheim; pas eind jaren negentig werd algemeen bekend waarvoor al die constructies hadden gediend. Sindsdien zijn sommige bunkers en andere bouwwerken geconserveerd en opengesteld voor het publiek.
Op 15 april 1896 werd de Militaire Inundatiënwet gepubliceerd in het Staatsblad (nummer 71). Deze wet regelt - onder andere - de bevoegdheid van de Minister van Defensie tot het stellen van inundaties, vordering van de medewerking van de beheerders van waterstaatswerken en schadevergoeding aan getroffen personen. Deze wet is nog steeds van kracht. De laatste wijzigingen waren in 1989 voor het Nieuw Burgerlijk Wetboek en in 1996 vanwege de Invoeringswet Coördinatiewet Uitzonderingstoestanden.
In 1951 werd de afdeling van de Genie die de klassieke inundaties voorbereidde, het Centraal Inundatie en Technisch Bureau, opgeheven.

## België

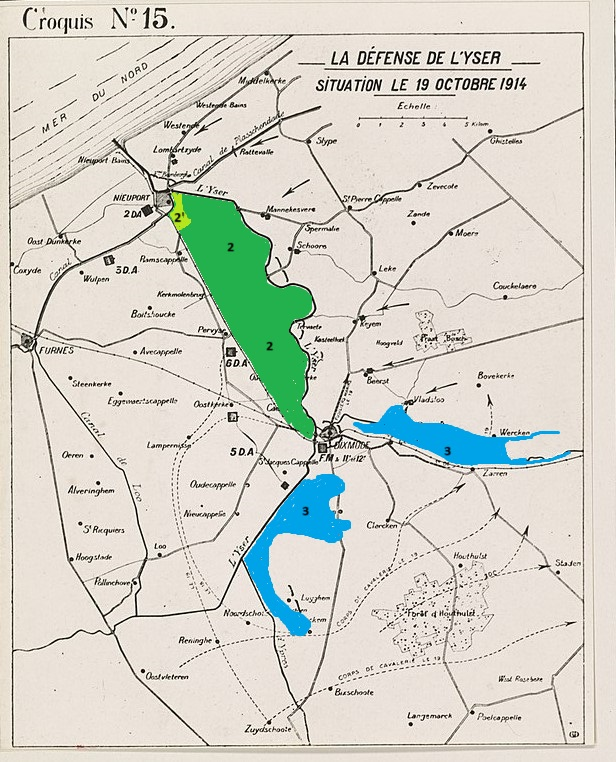
Ijzerfront 1914

In België werd inundatie tijdens de Eerste Wereldoorlog met succes toegepast om de Duitse opmars tot staan te brengen bij de Slag om de IJzer. Op 21 oktober werd een deel van de polder Noord van de IJzer onder water gezet door aan het sluizencomplex van Nieuwpoort de verlaten van de Kreek van Nieuwendamme te openen. Ruim een week later, in de nacht van 28 op 29 oktober, werden bij vloed ook de verlaten van Veurne-Ambacht in Nieuwpoort geopend door Belgische militairen. De IJzervlakte, een oppervlak van circa 25 vierkante kilometer, kwam hierdoor onder water te staan. Het Duitse leger was genoodzaakt terug te trekken op de rechteroever van de rivier.